# لیوی ون کسل
لیوی ون کسل (انگلیسی: Lieve van Kessel؛ زادهٔ ۱۵ سپتامبر ۱۹۷۷) بازیکن هاکی روی چمن اهل پادشاهی هلند است.